# Чуйеншкалиев, Кабдир
Кабдир Чуйеншкалиев (каз. Қабдир Шүйінішқалиев; 1905 год — ?) — председатель колхоза имени Красина Испульского района Гурьевской области, Казахская ССР. Герой Социалистического Труда (1948).

## Биография
Кабдир Чуйеншкалиев родился в 1905 году в селе Кулагино Испульского района Гурьевской области. Казах. В 1944 году вступил в ВКП(б).
Кабдир Чуйеншкалиев с 1928 по 1929 год работал рабочим в Гурьевском рыбном тресте.
В 1929 году вступает в колхоз им.Правды Испульского района и до 1942 года работает рядовым, заместителем председателя колхоза, бригадиром, заведующим фермой и председателем колхоза.
С января 1942 года по апрель 1945 года Кабдир Чуйеншкалиев служит в рядах Красной Армии, принимает участие в Великой Отечественной войне в составе 17 стрелкового полка 2-го Белорусского фронта. 
После демобилизации с мая 1945 года до мая 1950 года работает сначала заместителем, а затем председателем колхоза им.Красина Испульского района.
В мае 1950 года его направляют на шестимесячные сельско-хозяйственные курсы. После окончания курса Кабдир снова работает в колхозе им.Правда заведующим коневодческой и верблюдоводческой товарными фермами. 
С 1963 года до ухода пенсию в 1965 году – бригадиром полеводческой бригады, рабочим совхоза им.Правда Индерского района.
Колхоз им.Красина, руководимый Кабдиром Чуйеншкалиевым, в 1947-1948 годы план поставок государству продуктов животноводства: мяса, масла, шерсти и кожи выполнил на 100 процентов. Планы развития животноводства колхозом ежегодно выполнялись и перевыполнялись. При табунном содержании колхозом в 1947-1948 годы выращено 373 жеребенка от 394 кобыл.
В 1957-59 годы ферма, руководимая Кабдиром Чуйеншкалиевым, план сохранности поголовья лошадей и верблюдов ежегодно выполняла на 100 процентов и живой вес каждой головы сданной государству на мясо составил не менее 300 килограммов.

## Общественная работа
Кабдир Чуйеншкалиев, наряду с производством, принимал активное участие в общественно-политической жизни села. Он трижды избирался депутатом Гребенщиковского сельского Совета. 
В 1949 году был делегатом IV съезда компартии Казахстана.

## Награды
Указом Президиума Верховного Совета СССР от 23 июля 1948 года «за получение высокой продуктивности животноводства в 1947 году при выполнении колхозом обязательных поставок сельскохозяйственных продуктов и плана развития животноводства» тов.Чуйеншкалиев Кабдир удостоен звания Героя Социалистического Труда с вручением Ордена Ленина и золотой медали Серп и Молот.
Медаль «За боевые заслуги» (11 июня 1944)
Медаль «За победу над Германией в Великой Отечественной войне 1941—1945 гг.» (9 мая 1945)
Орден Отечественной войны II степени (23 декабря 1985)